# Giorgio Picchi il Giovane

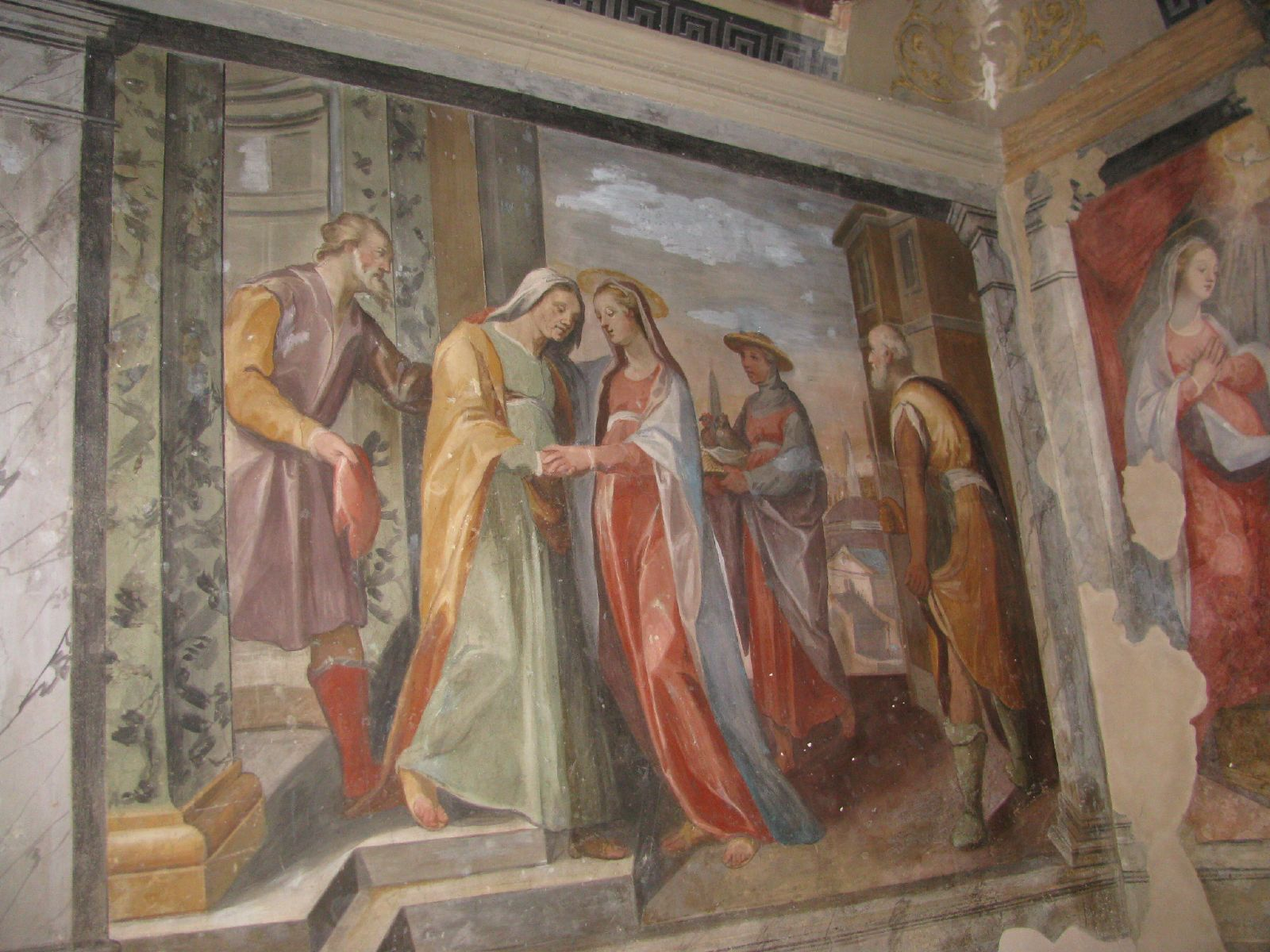
Pittura a fresco, Oratorio del Carmine, Urbania

Giorgio Picchi (Casteldurante, 1555 circa – Casteldurante, 16 aprile 1605) è stato un pittore italiano.

## Biografia
Giorgio Picchi nasce a Casteldurante (oggi Urbania) attorno al 1555 dal maiolicaro Angelo di Giorgio e Giacoma di Giulio Venanzi. Nella cittadina roveresca trascorre la sua infanzia. Dopo la morte di Michelangelo (1564), il padre Angelo raggiunge a Roma Antonio del Franzese, già servitore del maestro fiorentino e sposo di Giovanna di Ludovico Picchi, cugina di Giorgio. Nella vaseria di famiglia, Picchi vede sfornare i vasi istoriati, o quelli lustrati in Roma nella bottega del parente Luca Baldi, già allievo di suo nonno Giorgio il vecchio e collaboratore degli Andreoli di Gubbio. La pratica con le storie mitologiche e bibliche dipinte su ceramica, le sue doti nel disegno che superavano i limiti imposti dagli spazi e dalla tecnica della maiolica, favorirono l'affrancamento del giovane Giorgio dall'ambito più artigianale della ceramica e lo attrassero verso la pittura. Nel luglio 1575 per il cardinale Ferdinando de' Medici, abate commendatario di Casteldurante nel 1564, realizza su rame una pittura con Venere e Adone e altre storie di Perseo, attualmente perdute.
Le fonti principali a cui hanno attinto gli studiosi per una biografia del Picchi sono gli Annali di Flaminio Terzi e gli Atti del processo celebrato a suo carico nel 1601, per aver violato la clausura del convento di Santa Chiara e aver tentato di distruggere gli affreschi di Giustino Episcopi senza la necessaria autorizzazione dell'abate. Da una testimonianza del sacerdote Ascanio Mignini al processo Picchi- Episcopi si ricava la notizia della partecipazione di Giorgio alla decorazione delle Logge gregoriane in Vaticano, affrescate tra il 1576 e il 1577.
L'introduzione di Giorgio nell'équipe dei cantieri vaticani viene facilitata dalla rete di conoscenze di cui il pittore può disporre, in particolare l'amico Giovanbattista Santi, che collaborò alla riforma gregoriana del calendario, e probabilmente monsignor Giannantonio Lazzari promosso vescovo di Amelia nel 1572 da Gregorio XIII.
Conclusa la decorazione della loggia, una parte delle maestranze si ritroverà nel 1578 a dipingere le Storie di san Francesco di Paola, nel chiostro di Trinità dei Monti.
L'impegno di Giorgio Picchi in questa nuova impresa è attestato da un suo allievo, il prete pittore Benedetto Neri, secondo il quale il durantino «è stato a pingere in Roma [...] alla Trinità de Monti». La notizia, e le attribuzioni avanzate (Moretti 2005) è oggi confermata (Morganti 2008) dall'identificazione di un disegno per una lunetta del chiostro conservato in collezione Ubaldini (Museo Civico di Urbania).
Nel 1580 Giorgio Picchi è regolarmente iscritto nei registri della compagnia di San Luca, segno che in questa data esercitava liberamente la sua professione. Il processo seguito alla rissa furibonda innescatasi tra due fazioni di maiolicari in piazza della Trinità a Roma ci informa, inoltre, che il pittore abitava nel 1578 a pochi passi dal chiostro dei frati di San Francesco di Paola.
A Roma il giovane Picchi non sembra lavorare in proprio, la sua opera rimane ancorata ai grandi cantieri. L'occasione di misurarsi con la pala d'altare gli viene offerta dalla confraternita della Santissima Concezione di Casteldurante, la quale affida a Giorgio la realizzazione di una grande tela per la cappella della compagnia nella chiesa dei Minori Conventuali di S. Francesco.
Allo stesso giro d'anni appartiene il Martirio di Santa Caterina per la confraternita omonima di Mercatello sul Metauro, a pochi chilometri da Casteldurante. Nella città natale Giorgio sposa la nobile Antistia Caffarelli, dalla quale ha subito una figlia, Cornelia, nata nel settembre del 1583. Antistia era probabilmente figlia di Ludovico Caffarelli e Camilla, e quindi nipote del capitano Agostino, uomo d'arme di Francesco Maria I della Rovere. 
Con l'eugubino Felice Damiani, Picchi dipinge a Piobbico la sala Greca del Palazzo Brancaleoni, nel 1585.
Nel febbraio 1586 firma il Presepe per la cappella Filareti nella chiesa di S. Francesco a Casteldurante. Alla seconda metà degli anni Ottanta è databile anche il martirio di Santa Lucia per l'omonima chiesa, oggi conservato nella chiesa dei morti (Cappella Cola). Nel 1587 realizza per la confraternita del Nome di Dio di Mercatello sul Metauro la Circoncisione di chiaro sapore baroccesco. Un secondo dipinto nel quale Picchi declina secondo il suo gusto un'invenzione di Barocci è la Madonna del Rosario, oggi conservata nella chiesa di San'Agostino ad Urbino. 
La presenza del Picchi a Roma almeno nella prima parte del 1587 combacia con il suo impegno nella decorazione della Scala Santa lateranense.
Al 1588 risale il primo soggiorno di Picchi a Rimini, documentato da Tonini, ma nell'agosto del 1589 Picchi è nuovamente a Roma per lavorare alla decorazione del Palazzo Lateranense e della Biblioteca Sistina in Vaticano.
Mentre per gli interventi alla Scala Santa, alla Biblioteca vaticana e al Palazzo lateranense è stato possibile proporre alcune attribuzioni, non sono note le pitture del Picchi a S. Giovanni fuori porta Latina, andate distrutte durante i restauri del secolo scorso. 
Su chiamata dell'amico Giovanni Battista Santi, Picchi realizza nel 1590 e nel 1592 due dipinti per la chiesa parrocchiale di Mondaino. 
Nel 1592 Picchi è a Casteldurante e probabilmente in questa data dipinge l'Invenzione della Vera Croce per la chiesa di S. Sebastiano a Mercatello. 
Nel luglio 1593 Giorgio Picchi trasferisce a Rimini la famiglia. Tra le opere compiute in questo periodo si può inserire la Madonna della cintura, oggi dispersa, per la confraternita dei Centuriati nella chiesa di Sant'Agostino a Rimini. Nel 1595 porta a compimento il ciclo di quattro tele narranti la storia di S. Marino. Nel cantiere riminese Picchi lavora a fianco del pittore Giovanni Laurentini detto l'Arrigoni. Nel novembre 1595 Picchi è a Cremona dove deve dipingere presbiterio, cupola e volta della navata della chiesa di S. Pietro al Po. Giorgio non porta a compimento l'impresa della vita. Problemi di salute lo spingono a tornare nella città natale.
Tra il 1598 e il 1600 si datano due opere inedite assegnabili a Picchi: la Vocazione di Pietro, oggi nell'altare maggiore della chiesa di San Pietro a Piobbico e la Madonna della vita dipinta per la chiesa omonima nella piccola cittadina di Apecchio. 
Con la decorazione dei locali interni del monastero di Santa Chiara a Casteldurante, rintracciate sotto l'intonaco nel 1970, inizia l'ultima fase della vita artistica di Giorgio Picchi. Un recente studio (Moretti 2011, p. 436) attribuisce a Picchi anche le figure di santi dipinte nella cosiddetta "Stanza del lavoro", quasi del tutto illeggibili. Nello stesso anno dipinge il chiostro del convento dei Minori Conventuali di Casteldurante di cui sopravvivono solo pochi brani pittorici. 
L'8 gennaio 1602 il pittore si impegna a dipingere su tela la Madonna del Rosario e ad affresco tutti i misteri nella chiesa abbaziale di Casteldurante. È datata ai primi del seicento anche l'Assunzione della Vergine oggi conservata nel Museo diocesano di Urbania. Per il duca Francesco Maria II dipinge nel 1602 il Paradiso per la cappella Della Rovere a S. Francesco. La tela, in parte perduta, è conservata nel Museo della ex diocesi di Urbania.
Per la chiesa ducale dei frati zoccolanti del Barco dipinge un S. Diego oggi perduto. Per la chiesa rurale di S. Giorgio in Plano realizza la grande pala d'altare, una Madonna del Rosario con i santi Giorgio e Domenico. Nel 1603 Picchi dipinge probabilmente la Natività della Vergine per la cappella Scirri nella chiesa abbaziale di S. Cristoforo. 
Nel 1604 Giorgio torna a Rimini dove dipinge l'immacolata Concezione, oggi dispersa, per l'omonima confraternita nella chiesa riminese dei servi. All'ultimo soggiorno riminese risale la pala per l'altare di san Raimondo di Penafort nella chiesa domenicana di San Cataldo. Tornato a Casteldurante, nel 1604 firma gli affreschi per l'oratorio del Carmine di Casteldurante, con i quali torna allo stile corsivo e sciolto degli anni Settanta - Ottanta. Il 13 aprile 1605 Giorgio Picchi detta il suo testamento e muore il 16 aprile seguente.